# 송유정
송유정(1994년 6월 8일 ~ 2021년 1월 23일)은 대한민국의 배우이다.
2021년 1월 23일 세상을 떠났다. 발인은 25일 진행되었다고, 고인의 유해는 서울시 서초구 원지동 서울추모공원에 안장되었다.

## 작품 활동

### 드라마
- 2013년 MBC 주말 특별기획 《황금 무지개》 ... 어린 김천원(윤하빈 본명 : 강경미) 역(차예련 아역)
- 2014년 MBC 일일연속극 《소원을 말해봐》 ... 한다원 역
- 2017년 KBS2 월화드라마 《학교 2017》 ... 최현정 역

### 광고
- 2013년 에스티로더 갈색병 리페어: 나는 갈색병입니다 편
- 2014년 LG전자 디오스 더블 매직스페이스: 여자마음 그대로 편
- 2015년 더바디샵 화이트 머스크 오드퍼퓸

향기가 되다 편, 더바디샵 DOY 동안에센스
한방울의 힘 편(with 공유)
- 2017년 배스킨라빈스31: 8콘 편(with 유승호, 차은우, 권혁수, 김민교)